# Paola Sallustro
Paola Marina Sallustro (San Isidro, provincia de Buenos Aires; 22 de mayo de 1988) conocida artísticamente como Poli Sallustro, es una actriz, cantante, compositora y música argentina. Actualmente tiene un proyecto musical llamado POLY.

## Carrera musical
Poli comenzó a relacionarse con la música desde pequeña, junto a su padre, abuela y hermanos. A los siete años comenzó a tomar clases de piano y a los trece años de canto y de teatro.
Posteriormente se dedicó a la música, en paralelo a los estudios de dirección cinematográfica. En 2010 comenzó a ofrecer shows en vivo junto a los integrantes de su banda y en 2012 inició la elaboración de su primer disco LP: Volando, que consta de diez temas compuestos por ella misma con la producción de Tweety González, en el estudio El Pie.
Actualmente tiene su proyecto musical independiente como "POL-Y" y lanzó en diciembre de 2016 un sencillo llamado Salvajes y más tarde en julio de 2017 otro sencillo llamado Bla.

## Carrera actoral
Debutó como actriz en la telenovela Rebelde Way en el año 2003, con el personaje de Agustina Laumann, y en 2004 y 2005 participó en la telenovela Floricienta interpretando el personaje de Maia Fritzenwalden. Ambas telenovelas fueron producidas por Cris Morena. También fue parte del elenco de El Patrón de la Vereda en 2005 con el personaje de Catalina.
En el 2006 tuvo una participación en El refugio. Luego formó parte del elenco de distintas obras de teatro, teniendo además participaciones especiales en Casi ángeles y Los únicos.

## Filmografía
| Año       | Título                 | Personaje          | Canal              |
| --------- | ---------------------- | ------------------ | ------------------ |
| 2003      | Rebelde Way            | Agustina Laumann   | Canal 9/América TV |
| 2004-2005 | Floricienta            | Maia Fritzenwalden | Canal 13           |
| 2005      | El Patrón de la Vereda | Catalina           | América TV         |
| 2006      | El refugio             | Katrina            | Canal 13           |
| 2008      | Casi ángeles           | Lulu               | Telefe             |
| 2011      | Los únicos             | Milena             | Canal 13           |

## Teatro
- Floricienta (2004-2005)
- La princesa pobre, un musical de amor (2006)
- Beso de picaflor (2007)
- Amigos y algo más (2009)
- Cantando para curar, historias de familias cantoras (2010)

## Discografía
Álbumes de estudio
- 2011: Para besarte mejor
- 2013: Volando
- 2018: Salvajes